# Jan Karel Chotek z Chotkova
Jan Karel hrabě Chotek z Chotkova a Vojnína (29. října 1704 Praha – 8. listopadu 1787 Vídeň) byl český šlechtic a rakouský politik ze starobylého rodu Chotků. Ve státních úřadech nedosáhl významu svého mladšího bratra Rudolfa, ale spolu s ním pomohl ke vzestupu Chotků mezi vlivnou aristokracii habsburské monarchie 18. století. Pro své potomstvo zakoupil panství Nové Dvory, kde později vznikl empírový zámek Kačina.

## Dětství a mládí
Narodil se v Praze jako třetí syn hraběte Václava Antonína Chotka (1674–1754) a jeho manželky Marie Terezie von Scheidlern (1682–1709). Jeho dva starší bratři František (1700–1708) a Václav (1703–1725) zemřeli předčasně. V letech 1718–1721 pobýval Jan Karel ve Vídni, kde pravděpodobně sloužil jako páže u císařského dvora, poté studoval filozofii a práva na Karlově univerzitě (1721–1726). Spolu s nejmladším bratrem Rudolfem absolvoval v letech 1727–1730 kavalírskou cestu po Evropě. Cesta zahrnovala studium na univerzitě v Leidenu, více než roční pobyt v Paříži a krátkodobé pobyty na různých místech v Německu a Itálii.

## Kariéra
Po návratu ze zahraničních cest byl ze strany otce Václava Antonína Chotka více podporován mladší syn Rudolf, zatímco Jan Karel se několik let neúspěšně snažil prosadit ve státních službách. V roce 1739 se stal radou vrchního zemského úřadu ve Vratislavi, odkud musel odejít na počátku války o rakouské dědictví. V roce 1743 se stal správcem okupované Horní Falce, střídavě pobýval ve Vídni a v Sulzbachu, později byl nejvyšším válečným komisařem armády prince Karla Lotrinského v severní Itálii. Podle rodové legendy tehdy prodal stříbrné šperky své manželky, čímž umožnil vyplacení zadržovaného žoldu a dobytí Janova v září 1746. V letech 1748–1749 byl krátce vyslancem v Berlíně.
Od roku 1749 působil jako místokancléř v česko-rakouské dvorské kanceláři (kancléřem byl jeho mladší bratr Rudolf), jeho kompetence v této funkci ale nebyly zcela jasné, později byl jako generální válečný komisař členem Dvorské válečné rady a zasloužil se o výstavbu pražské Invalidovny. Omezený vliv jeho osobnosti dokládá fakt, že po bratrově smrti v roce 1771 rezignoval na státní funkce a veřejného dění se pak zúčastnil již jen jako předseda Invalidní komise (do roku 1781).
Kromě zmíněných státních úřadů získal též čestné hodnosti císařského tajného rady a komořího, v roce 1764 obdržel velkokříž Řádu sv. Štěpána. Od roku 1755 byl dědičným nejvyšším dveřníkem v Horních Rakousích, stejný post mu byl v roce 1765 udělen i pro Dolní Rakousko. Od roku 1723 užívali Chotkové český hraběcí titul, Jan Karel s bratrem Rudolfem dosáhli v roce 1745 rozšíření hraběcího stavu pro celou Říši. Říšský hraběcí titul byl oceněním jejich zásluh v počátcích vlády Marie Terezie, formálně byl ale diplom vydán pro jejich otce Václava Antonína.

## Úmrtí a pohřeb
Ve věku 83 let zemřel 8. listopadu 1787 v 10 hodin večer ve Vídni na zápal plic. O dva dny později bylo jeho tělo odvezeno do Bělušic, zatímco jeho vnitřnosti byly uloženy v kryptě skotského kostela (Schottenkirche) ve Vídni. Tělo bylo nakonec pohřbeno v rodinné hrobce v kostele sv. Martina v Kozlech. Na náhrobku vlevo od oltáře je text Johann Carl Chotek, des heil. R. R. Graf v. Chotzkowa u. Wognin, k. k. Kämmerer, wirkl. geh. Rath, Groszkreuz des h. Stephan-Ordens, bevollm. Gesandter in Berlin, dann Vicepresident des Directorium in publicis et cameralibus, böhm. und oesterr. Hofkanzler, Feldzeugmeister und Generalkriegscommissarius. Geb. in Prag den 28. Okt. 1704, starb in Wien den 8 . Novem. 1787. Eifer für des Staates Beste, thätige Menschenliebe, strenge Rechtschaffenheit und ungeheuchelte Religion zeichneten alle seine Handlungeu aus. Dem Vaterlande leistete er in Kriegen, Gesandschaften und innländischen Staatsgescháften durch 40 Jahre die wichtigsten Dienste; im hohen Alter und stilllen Privatleben erwarben ihm auch seine häuslichen Tugenden allgemeine Hochachtung und Liebe und machen Ihn seiner Familie und seinen Freunden unvergesslich. V roce 1798 byla v kostele pohřbena také vdova po Janu Karlovi Marie Terezie.
O úmrtí hraběte informovaly nekrology v časopise Das neue Wiener Blattchen č. 20. a Brünner Zeitung č. 93.

## Majetkové poměry a rodina

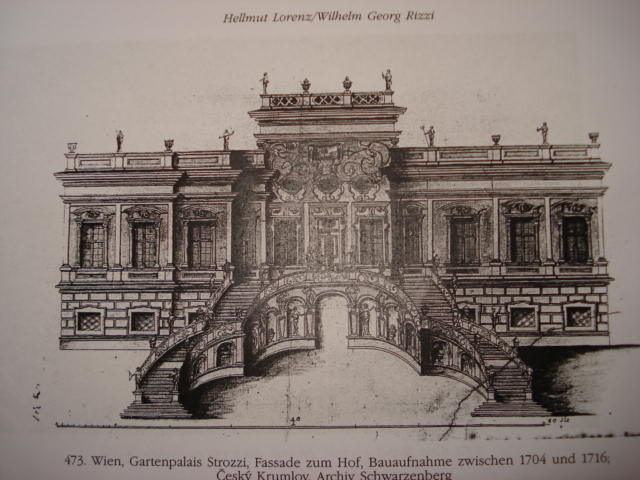
Vídeňský palác Chotků (Palais Strozzi)

Přestože byl starším potomkem, kvůli napjatým vztahům s otcem převzal při rozdělování majetku po matce v roce 1736 menší podíl (Bělušice). V roce 1764 zakoupil za 440 000 zlatých panství Nové Dvory na Kutnohorsku, kde nechal postavit umělou zříceninu, nechal vysázet les a podnikl i stavební úpravy novodvorského zámku (zřízení divadla v roce 1784), zámek Kačina zde vznikl až za jeho syna Jana Rudolfa. Mezitím za zásluhy dostal v roce 1753 darem palác ve Vídni (dříve palác Strozziů ve vídeňské čtvrti Josefstadt). Zde sice trvale sídlil, ale finanční problémy jej přinutily prodat přilehlé pozemky.
V roce 1740 se ve Vídni oženil s hraběnkou Annou Marií hraběnkou Kotulínskou z Kotulína (1711–1798), vdovou po hraběti de Hautois. Z jejich manželství se narodilo pět dětí, dospělosti se ale dožil jen syn Jan Rudolf (1749–1824), který byl významným představitelem Chotků v politice i v úpravách rodových sídel (Veltrusy, Kačina).